# Nikolai Lebedev
Nikolai Andreevich Lebedev (em russo:  Никола́й Андре́евич Ле́бедев; 8 de agosto de 1919 — 8 de janeiro de 1982) foi um matemático russo.
Formulou com Isaak Milin a desigualdade de Lebedev–Milin, usada na prova da conjectura de Bieberbach.